# Droga wojewódzka 793
Die Droga wojewódzka 793 (DW 793) ist eine 47 Kilometer lange Droga wojewódzka (Woiwodschaftsstraße) in der polnischen Woiwodschaft Schlesien, die Święta Anna mit Siewierz verbindet. Die Strecke liegt im Powiat Częstochowski, im Powiat Myszkowski und im Powiat Będziński.

## Streckenverlauf
Woiwodschaft Schlesien, Powiat Częstochowski
-  Święta Anna (DW 784, DW 786)
- Aleksandrówka
- Przyrów
- Julianka
-  Janów (DK 46)
- Złoty Potok

Woiwodschaft Schlesien, Powiat Myszkowski
- Zawada
-  Żarki (DW 789, DW 792)
-  Myszków (DW 789, DW 791)

Woiwodschaft Schlesien, Powiat Będziński
- Leśniaki
- Czekanka
-  Siewierz (Sewerien) (DK 1, DK 78)